# Сидоренко, Виталий Васильевич
Виталий Васильевич Сидоренко (1922—1980) — воздушный стрелок 74-го гвардейского штурмового авиационного полка — на момент представления к награждению орденом Славы 1-й степени. Капитан в отставке. Полный кавалер орденов Славы (1944—1945 гг.).

## Биография
В РККА с января 1941 г. На фронте Великой Отечественной войны с апреля 1943 г.
25 июня 1944 г. когда при вылете шестерки Ил-2 группа была атакована двумя Ме-109, первым открыл огонь, не допустив самолёт противника к группе штурмовиков. В боях на территории Литвы в октябре 1944 г. в составе экипажа Ил-2 совершил 24 боевых вылета.
21 ноября 1944 гг. отбил атаку 2 истребителей противника, обеспечив успех штурмового удара.
Во время воздушной разведки 8 декабря 1944 г. при фотографировании участка обороны противника самолёт, в котором находился Сидоренко, получил повреждение, однако экипаж самолёта смог произвести посадку самолёта за линией фронта линию фронта, успешно выполнив боевое задание.
5 февраля 1945 г. при штурмовке неприятельских войск в районе города Цинтен из пулемета поджег автомашину, рассеял до взвода гитлеровцев.
В марте 1947 г. демобилизован. Жил в Петрозаводске. С 1958 г. работал начальником отдела рабочего снабжения Петрозаводского отделения Октябрьской железной дороги.
Похоронен на Сулажгорском кладбище Петрозаводска.

## Награды
- Кроме орденов награждён медалями «За оборону Сталинграда», «За взятие Кенигсберга», «За победу над Германией в Великой Отечественной войне 1941—1945 гг.»[2]
- Указом Президиума Верховного Совета Карельской АССР от 16 мая 1966 г. награждён почетной грамотой президиума.